# ECW Hardcore Revolution
ECW Hardcore Revolution è un videogioco di wrestling della Acclaim Entertainment, il primo basato sulla federazione ECW, nota per lo stile di lotta hardcore. Il gioco è seguito da ECW Anarchy Rulz.

## Roster
- Angel
- Axl Rotten
- Balls Mahoney
- Chris Chetti
- C.W. Anderson
- Danny Doring
- Dawn Marie
- Francine
- Jack Victory
- Jason
- Jazz
- Jerry Lynn
- Justin Credible
- Lance Storm
- Little Guido
- Mike Awesome
- New Jack
- Nova
- Raven
- Rhino
- Roadkill
- Rob Van Dam
- Sabu
- Sal E. Graziano
- Simon Diamond
- Spike Dudley
- Steve Corino
- Super Crazy
- Tommy Dreamer
- Tony DeVito
- Tracy Smothers
- Wild Bill
- Yoshihiro Tajiri

### Sbloccabili
- Beulah McGillicutty
- Bill Alfonso
- Cyrus the Virus
- Joel Gertner
- Joey Styles
- Judge Jeff Jones
- Louie Spicolli
- Tazz
- The Sheik
- Tommy Rich